# حمدي موصللي
حمدي موصللي (1957 -) هو كاتب ومخرج مسرحي سوري من الرقة.

## حياته ونشأته
- من محافظة الرقة مواليد 1957.
- هندسة زراعية 1982م جامعة حلب.
- نقد مسرحي معهد عالي كشنيوف 1993م.
- دكتوراه نقد جامعة سان بطرس بورغ 1996م.
- أدب المسرحي عام 1989م.
- عضو اتحاد الكتاب العرب.

## ما ترجم من أعماله
ـ مسرحية انتحار غير معلن ـ للفرنسية ـ 2006م
ـ ورود حمر تليق بالجنرال والسفلة ـ للإنكليزية ـ دار الكرم ـ 2007م
ـ ورود حمر تليق بالجنرال/للروسية/2003م
رسائل جامعية عن أعماله:
ـ رسالة جامعية ماجستيرـ زهير شماس ـ صفاقص ـ المسرح البيني نموذج مسرحية الفرو لتي ـ أطروحة دكتوراه ـ جامعة الخرطوم للطالب السوري مأمون العلي عن مجموعة كتّاب عرب مسرحيين

## مؤلفاته
ـ الجرذان ـ مسرحية ـ 1983م
ـ موت الكلاب القذرة ـ مسرحية ـ 1982م
أحداث الليلة الثالثة عشرة ـ 1986م
ـ الفر واتي مات مرتين ـ 1993م
ـ أخر العمالقة ـ 1998م
ـ انتحار غير معلن ـ 2003م
ـ أربع مسرحيات للناشئة ـ 2003م
ـ ورود حمر تليق بالجنرال والسفلة ـ 2005م
ـ مسرحيات للأطفال:
ـ الطربوس ـ 1997م
ـ اللنغر والعرس ـ 1993م
ـ الديك يا ملك الزمان ـ 1995م

### كتب نقد
ـ إشكالية التراث في المسرح العربي المعاصر
ـ المرأة في المسرح العربي

## جوائز
ـ جائزة الإبداع العربي بالقاهرة 1993م.
ـ جائزة الأسبوع الأدبي لنص مسرحي 1992م.
ـ جائزة الإخراج المسرحي الأول لمهرجان الطلبة العربي ـ أعوام ـ 1980م/1998م.
ـ جائزة أفضل نص مسرحي في مهرجان الرقة الدولي للمسرح 2005م.
.
ـ جائزة أفضل مخرج في مهرجان الرقة المسرحي الدولي العربي 2007م.
ـ جائزة اتّحاد الكتّاب العرب التشجيعية لعام 2007م.